# Municipio de Eldridge (Dakota del Norte)
El municipio de Eldridge (en inglés: Eldridge Township) es un municipio ubicado en el condado de Stutsman en el estado estadounidense de Dakota del Norte. En el año 2010 tenía una población de 123 habitantes y una densidad poblacional de 1,33 personas por km².

## Geografía
El municipio de Eldridge se encuentra ubicado en las coordenadas 46°55′48″N 98°52′18″O / 46.93000, -98.87167. Según la Oficina del Censo de los Estados Unidos, el municipio tiene una superficie total de 92.56 km², de la cual 89,99 km² corresponden a tierra firme y (2,78 %) 2,57 km² es agua.

## Demografía
Según el censo de 2010, había 123 personas residiendo en el municipio de Eldridge. La densidad de población era de 1,33 hab./km². De los 123 habitantes, el municipio de Eldridge estaba compuesto por el 99,19 % blancos, el 0,81 % eran asiáticos. Del total de la población el 0 % eran hispanos o latinos de cualquier raza.